# ژرمی کپون
ژرمی کپون (فرانسوی: Jérémy Kapone‎؛ زادهٔ ۱۶ آوریل ۱۹۹۰) بازیگر، مدل، خواننده و ترانه‌پرداز اهل فرانسه است. وی بین سال‌های ۲۰۰۸ تا ۲۰۱۱ میلادی فعالیت می‌کرد.
از فیلم‌ها یا برنامه‌های تلویزیونی که وی در آن نقش داشته‌است می‌توان به خندیدن با صدای بلند اشاره کرد.